# کوربواتس
کوربواتس (به صربی: Korbevac) یک منطقهٔ مسکونی در صربستان است که در ناحیه پچینیا واقع شده‌است. کوربواتس ۷۱۱ نفر جمعیت دارد.